# William Hirons
William Hirons (né le 15 juin 1871 à Wolston et mort le 5 janvier 1958 à Nottingham) est un sportif britannique.
Il obtient la médaille d'or olympique à l'issue de l'épreuve de tir à la corde en 1908 à Londres.